# Нико, Лоран
Лоран Нико (фр. Laurent Nicault) — французский учёный, шашист.
Профессор инженерных наук. Национальный гроссмейстер. Международный мастер. Чемпион Франции (2002, 2003), вице-чемпион 1989, 1993, 2005. Чемпион Франции среди юниоров (1988), кадетов (1985). Участник Всемирных интеллектуальных игр (2008), чемпионата мира 2005 года, чемпионата мира среди юниоров (1986, 1987 — 4 место)
3 место на Brunssum Open
FMJD-Id: 10112